# Guillaume VI d'Auvergne
Pour les articles homonymes, voir Guillaume VI.
Guillaume VI, (né vers 1069, décédé en 1136) est comte d'Auvergne après 1095. Après avoir participé à la première croisade, Guillaume va entrer en conflit avec le roi de France, son voisin septentrional, et ainsi être le premier vassal auvergnat à affronter son suzerain lors des premières interventions du roi de France dans des territoires plus méridionaux.
Ce contexte de conflit voit aussi pour le comte d'Auvergne, un besoin de fortifier et de construire des places fortes afin de contrôler et protéger le territoire auvergnat ; de cette manière, Guillaume VI va fonder la ville de Montferrand qui depuis sa naissance se veut être une place forte rivale de la cité voisine de Clermont, ville de l'évêque.

## Biographie
Il est le fils de Robert II, comte d'Auvergne et de Gévaudan, et de sa deuxième épouse, Judith de Melgueil.

### La croisade

Armes de Guillaume VI et de l'Auvergne.

L'an 1102, il emmena en Terre-Sainte l'élite de la noblesse auvergnate : Le baron de la Tour, Jean de Murat, Arnaud d'Apchon, etc. Ils rejoignirent Raymond de Saint-Gilles et firent avec lui le siège de Tripoli.
Ses armes, « d'or au gonfanon de gueules frangé de sinople », sont demeurées celles de l'Auvergne.

### La guerre contre le roi de France

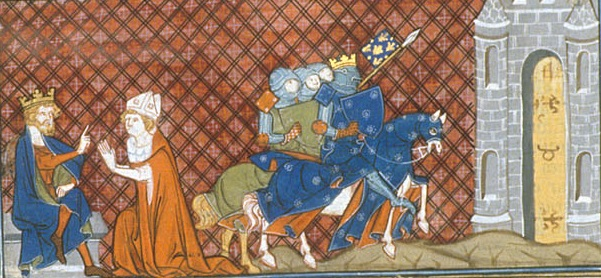
Siège de Clermont de 1122 par les troupes françaises du roi Louis VI le Gros ; à gauche Aimeric, ennemi de Guillaume VI rend hommage au roi. Chroniques de Saint-Denis, British Library.

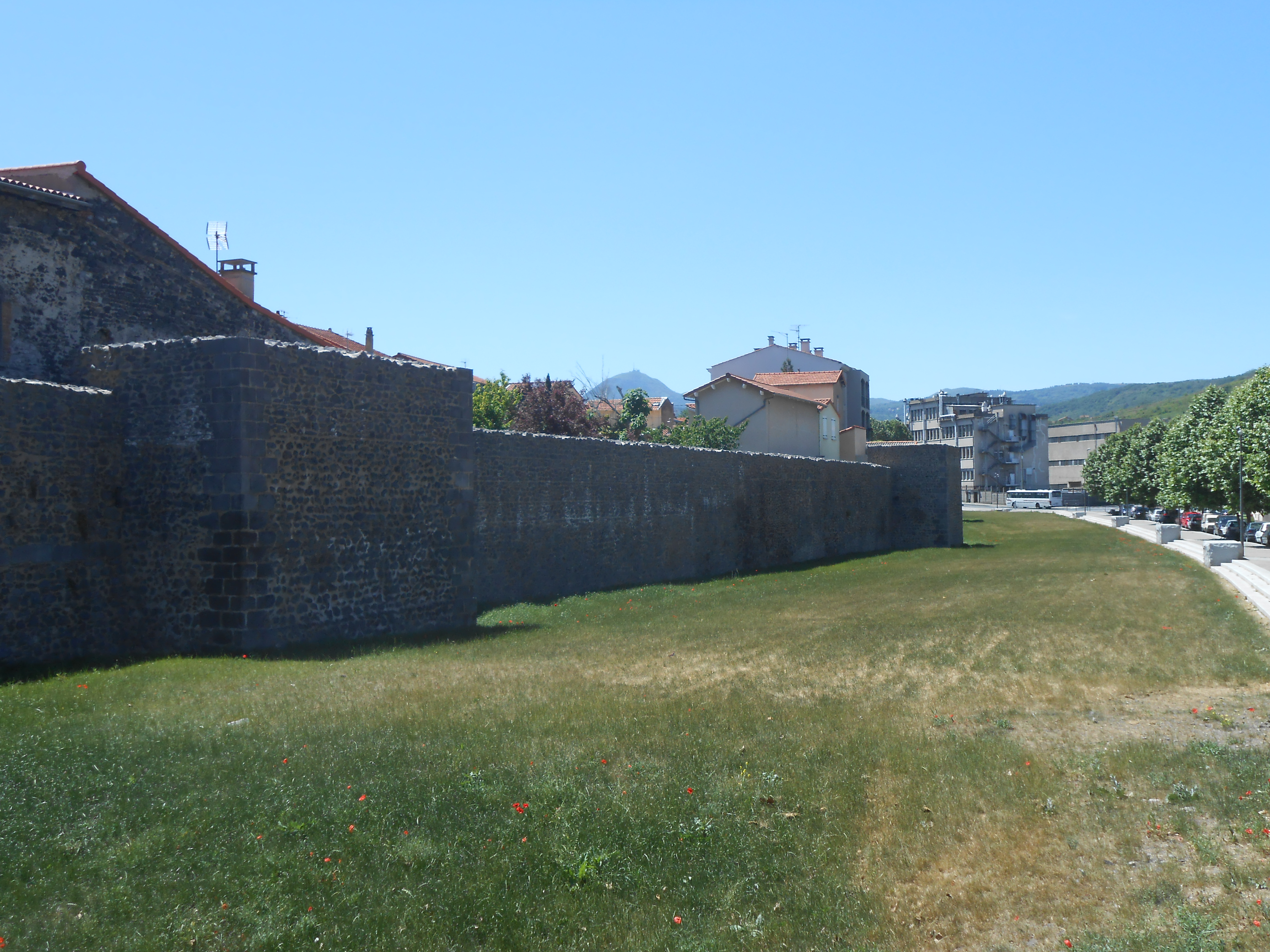
Remparts de Montferrand, initialement réalisés sous Guillaume VI.

De retour en Auvergne, il fit fortifier Montferrand, ville de sa création, dans le but de disposer d'une place forte contre Aimeri, évêque de Clermont. Les violences répétées qu'il exerça en 1122 contre le clergé clermontois décidèrent celui-ci à en appeler au roi Louis VI le Gros, qui rassembla une armée « pour venger sur les Auvergnats l'injure faite à l'Église », selon Suger. L'armée royale ravagea la Limagne, prit Pont-du-Château et investit Clermont, ce qui obligea Guillaume à rendre ce qu'il avait pris.
Quatre ans plus tard, la querelle avec l'évêque ayant repris, le roi de France Louis VI vint assiéger Montferrand, mais l'armée du duc d'Aquitaine, Guillaume IX, suzerain de Guillaume d'Auvergne, se porta à son secours. Le grand nombre de soldats de l'armée française fit perdre de son assurance à l'armée aquitaine et força à mener des négociations. Les choses s'arrangèrent dans le respect du droit féodal, le duc faisant allégeance au roi, son suzerain, pour les terres de son vassal le comte d'Auvergne. Celui-ci fonda le prieuré de Chavanon vers 1130.
Guillaume VI épousa Emma, fille de Roger Ier de Sicile et de Judith d'Évreux. Il est le père de Robert III et de Guillaume VIII, qui devinrent tous les deux comtes d'Auvergne, le second ayant dépouillé son neveu de la succession du premier.

## Sources bibliographiques
- Étienne Baluze, Histoire généalogique de la maison d'Auvergne. 1708. Lire en ligne : Tome 1, Tome 2.
- Yves Carrias, Chevaliers croisés d'Auvergne, table héraldique. Préface de Jean-Guy Micolon de Guérines, président de l'association de recherches généalogiques et historiques d'Auvergne, 2009, Éditions Créer, Clermont. (ouvrage qui comporte des anachronismes et des erreurs).